# Ralph Nelson Elliott
Ralph Nelson Elliott, né le 28 juillet 1871 à Marysville au Kansas et mort le 15 janvier 1948 à New York, est un comptable et analyste financier américain, connu pour avoir développé la théorie des vagues d'Elliott, une méthode d'analyse technique visant à prévoir les mouvements des marchés financiers. Il élabore cette théorie dans les années 1930 après avoir analysé des décennies de données de marché. Observant des schémas répétitifs dans les prix des actions et des indices, il propose que ces mouvements suivent des cycles naturels similaires aux vagues, influencés par la psychologie collective des investisseurs.
Il publie ses conclusions dans plusieurs ouvrages, notamment The Wave Principle (1938), où il expose les fondements de sa théorie. Bien qu'elle ait été initialement accueillie avec scepticisme, la théorie des vagues d'Elliott gagne en popularité après sa mort et est aujourd’hui un outil largement utilisé par les analystes techniques. Son approche est perçue comme un modèle de prévision des tendances à court et long terme en bourse, combinant observation des marchés et analyse comportementale.

## Biographie
Elliott naît à Marysville au Kansas, puis déménage à San Antonio au Texas. Il entre dans le domaine de la comptabilité dans les années 1890 et travaille principalement à des postes de direction pour des compagnies ferroviaires en Amérique centrale et au Mexique. En 1903, il épouse Mary Elizabeth Fitzpatrick (1869-1941), qui l'accompagne pendant son séjour prolongé d'expatrié au Mexique. Les troubles civils là-bas ramènent le couple aux États-Unis et finalement à une résidence à New York, où Elliott lance une entreprise de conseil prospère. En 1924, le Département d'État des États-Unis le nomme au poste de Comptable en chef pour le Nicaragua, qui est sous contrôle américain à l'époque. Peu de temps après, il écrit deux livres basés sur ses expériences professionnelles : Tea Room and Cafeteria Management et The Future of Latin America.

## Principe des vagues d'Elliott
Dans les années 1930, Elliott commence une étude systématique de soixante-quinze ans de données boursières, y compris des graphiques d'indices avec des incréments allant des prix annuels aux prix semi-horaires. En août 1938, il détaille ses résultats en publiant son troisième livre en collaboration avec Charles J. Collins, intitulé The Wave Principle. Elliott affirme que, bien que les prix du marché boursier puissent sembler aléatoires et imprévisibles, ils suivent en réalité des lois naturelles prévisibles et peuvent être mesurés et prévus en utilisant les nombres de Fibonacci. Peu après la publication de The Wave Principle, le magazine Financial World lui commande la rédaction de douze articles sous le titre du livre, décrivant sa méthode de prévision du marché.
Dans les années 1940, il étend la théorie pour s'appliquer à tout comportement humain collectif. Son dernier ouvrage majeur est le plus complet : Nature's Law - The Secret of the Universe publié en juin 1946, deux ans avant sa mort.
Dans les années qui suivent sa mort, d'autres praticiens, dont Charles Collins, Hamilton Bolton, Richard Russell (en), et A.J. Frost continuent d'utiliser le principe des vagues et de fournir des prévisions aux investisseurs. Glenn Neely publie Elliott Waves in Motion en 1988 et « Mastering Elliott Wave » en 1990 en utilisant la théorie des vagues d'Elliott pour présenter une approche objective de la prévision du marché appelée « théorie de la néo-vague » qui est une extension des principes des vagues d'Elliott des années après la mort de ce dernier, incluant de nouveaux motifs découverts comme le triangle neutre, la formation diamétrale, la formation symétrique, le triangle d'extraction, le terminal de 3e extension avec échec de la 5e, et l'alternance inverse. Robert Prechter découvre le travail d'Elliott alors qu'il travaille comme technicien de marché chez Merrill Lynch, et l'utilise comme base pour le livre Elliott Wave Principle, coécrit avec Frost en 1978.